# Sundar Pichai
Sundar Pichai (tamil: பிச்சை சுந்தரராஜன்), född Pichai Sundararajan den 10 juni 1972 i Madurai i Tamil Nadu i Indien, är en indisk-amerikansk företagsledare. 
Pichai är sedan 2015 verkställande direktör för Google Inc. Han var tidigare produktansvarig på Google men fick sin nuvarande roll den 10 augusti 2015 som en del av omstruktureringen som gjorde Alphabet Inc. till Googles moderbolag. Han tillträdde posten den 2 oktober 2015. Sedan december 2019 är han även verkställande direktör för Alphabet Inc. 